# Meiglyptes
Meiglyptes ist eine Gattung der Vögel aus der Familie der Spechte (Picidae). Die Gattung umfasst drei kleine und recht stark vom üblichen Habitus der Spechte abweichende Arten, die jeweils Teile Südostasiens bewohnen. Alle Arten sind an Wald gebunden. Die Nahrung besteht, soweit bekannt, aus Ameisen, Termiten und anderen Insekten. Zwei der drei Arten werden von der IUCN noch als ungefährdet („least concern“) eingestuft, die dritte Art, der Tukkispecht (Meiglyptes tukki), wird von der IUCN aufgrund anhaltender Habitatzerstörung als Art der Vorwarnliste („near threatened“) geführt.

## Beschreibung
Die drei Arten sind kleine, rundliche Spechte mit dünnem Hals, relativ kleinem Kopf und recht kurzem Schwanz. Der relativ lange Schnabel ist am First nach unten gebogen, punktförmig zugespitzt und an der Basis recht schmal, die Nasenlöcher sind nur teilweise durch Federn verdeckt. Die vierte (äußere) Zehe ist so lang wie die beiden anderen Vorderzehen. 
Diese Spechte sind insgesamt recht kontrastreich braun, schwarz und weiß gefärbt. Sie zeigen hinsichtlich der Färbung einen geringen Geschlechtsdimorphismus: Männchen haben einen schmalen roten Bartstreif oder -fleck, der den Weibchen fehlt.

## Systematik
Die Gattung umfasst drei Arten: 
- Braunbürzelspecht (Meiglyptes tristis) (Horsfield 1821)
- Dommelspecht (Meiglyptes jugularis) (Blyth 1845)
- Tukkispecht (Meiglyptes tukki) (Lesson 1839)